# Niwaella
Niwaella is een geslacht van straalvinnige vissen uit de familie van de modderkruipers (Cobitidae).

## Soorten
- Niwaella delicata (Niwa, 1937)
- Niwaella laterimaculata (Yan & Zheng, 1984)
- Niwaella longibarba Chen & Chen, 2005
- Niwaella multifasciata (Wakiya & Mori, 1929)
- Niwaella xinjiangensis Chen & Chen, 2005